# Juan Ramón Cabrero Obrer
Juanra, teljes nevén Juan Ramón Cabrero Obrer (Estivella, 1980. április 24. –) spanyol labdarúgó, jelenleg a Hércules CF játékosa.

## Karrierje
Karrierje 1999-ben kezdődött, először a Levante UD tartalékcsapatában, majd az első csapatban is játszott, egészen 2006-ig. 2006 nyarán az akkor még másodosztályú CD Numancia játékosa lett. Utolsó Numanciás évében a csapat feljutott az első osztályba. A bennmaradást azonban nem sikerült kiharcolni, így Juanra elszerződött, és a Hércules CF-hez igazolt.

## Karrierjének statisztikái
| Teljesítmény klubjában | Teljesítmény klubjában | Teljesítmény klubjában | Bajnokság | Bajnokság                       | Kupa         | Kupa         | Nemzetközi | Nemzetközi | Összesen | Összesen |
| Szezon                 | Klub                   | Bajnokság              | Mérk.     | Gól                             | Mérk.        | Gól          | Mérk.      | Gól        | Mérk.    | Gól      |
| Spanyolország          | Spanyolország          | Spanyolország          | Bajnokság | Bajnokság                       | Copa del Rey | Copa del Rey | Európa     | Európa     | Összesen | Összesen |
| ---------------------- | ---------------------- | ---------------------- | --------- | ------------------------------- | ------------ | ------------ | ---------- | ---------- | -------- | -------- |
| 1999-00                | Levante UD             | Segunda División       | 1         | 0                               | -            | -            | -          | -          | 1        | 0        |
| 2001-02                | Levante UD             | Segunda División       | 32        | 0                               | -            | -            | -          | -          | 32       | 0        |
| 2002-03                | Levante UD             | Segunda División       | 11        | 0                               | -            | -            | -          | -          | 11       | 0        |
| 2003-04                | Levante UD             | Segunda División       | 4         | 0                               | -            | -            | -          | -          | 4        | 0        |
| 2004-05                | Levante UD             | La Liga                | -         | -                               | -            | -            | -          | -          | -        | -        |
| 2005-06                | Levante UD             | Segunda División       | -         | -                               | -            | -            | -          | -          | -        | -        |
| 2006-07                | CD Numancia            | Segunda División       | 28        | 0                               | -            | -            | -          | -          | 28       | 0        |
| 2007-08                | CD Numancia            | Segunda División       | 36        | 0                               | -            | -            | -          | -          | 36       | 0        |
| 2008-09                | CD Numancia            | La Liga                | 33        | 0                               | -            | -            | -          | -          | 33       | 0        |
| Összesen               | Spanyolország          | Spanyolország          | \|145     | 0\|\|\|\|\|\|\|\|\|\|\|145\|\|0 |              |              |            |            |          |          |
| Karrierje összesen     | Karrierje összesen     | Karrierje összesen     | \|145     | 0\|\|\|\|\|\|\|\|\|\|145\|\|0   |              |              |            |            |          |          |

## Külső hivatkozások
- BDFutbol-profilja
- Futbolme-profilja (spanyolul)